# Тарък Акан
Таръ̀к Ака̀н (на турски: Tarık Akan, роден като Таръ̀к Тахсѝн Юрегю̀л, Tarık Tahsin Üregül) е популярен турски филмов актьор и филмов продуцент.
Започва актьорската си кариера на 22-годишна възраст във филма „Vefasız“ през 1971 г. До 2010 г. се е снимал в 116 филма. В България е познат от филмите „Път“ и „Стадото“.

## Награди
- Шесткратен носител на наградата за най-добър актьор на турския филмов фестивал Златният портокал на Анталия през 1973, 1978, 1984, 1989, 1990, 2003 г.
- Носител на наградата за най-добър актьор на турския филмов фестивал Златният пашкул на Анталия през 1992 г.